# John Thomas Sweeney
John Thomas Sweeney (12 de octubre de 1956) es un asesino estadounidense que cumplió condena tras ser declarado culpable de la muerte de su exnovia, la actriz Dominique Dunne, el 4 de noviembre de 1982. Insatisfecho con el final de la relación, John la estranguló después de una pelea, por lo que Dominique entró en coma y murió días después.
En noviembre de 1983, un año después del crimen, se le condenó a seis años y medio de prisión por asesinato. Quedó en libertad tras cumplir cuatro años y medio, porque su tiempo de prisión provisional fue restado de su condena.
Dominique Dunne, que no había tenido novio antes, se enamoró de John Thomas Sweeney, por entonces ayudante de cocina en Ma Maison, uno de los mejores restaurantes de West Hollywood. Dominique no tardó en presentarle a sus padres que vivían en Nueva York. Sin embargo, pronto reveló su carácter celoso y posesivo, y trató de alejarla de sus amigos.
Con el éxito en el cine, la carrera de Dominique se había puesto en marcha y recibió una oferta para trabajar en un programa de televisión junto a Tom Selleck, lo que no le gustó a su novio. El 26 de agosto de 1982, durante una pelea, la actriz se golpeó la cabeza contra el suelo y huyó a casa de su madre.
Exactamente un mes después, el 26 de septiembre, John volvió a agredirla. Después de ese segundo ataque, Dominique se dio cuenta de que su novio había enloquecido y comenzó a esconderse de él, pero él consiguió contactarla por teléfono. Entonces ella le dijo que quería romper definitivamente con él, lo que John no aceptó. El muchacho irrumpió en su casa y la estranguló, dejándola en coma durante unos días para acabar muriendo.
En noviembre de 1983, un año después del crimen, John recibió una condena por homicidio doloso de seis años y medio de duración. En el juicio, los abogados de Sweeney argumentaron que el ataque a Dominique se debió a un «arrebato pasional». A Sweeney le impusieron solo seis años de cárcel, y cumplió menos de la mitad de la condena, ya que lo pusieron en libertad. Tras salir de la cárcel se cambió el nombre a John Maura.